# Ayyubidi

I domini ayyubidi (in giallo) e quelli degli altri regni del Mediterraneo e del Vicino Oriente del tempo.

Gli Ayyubidi furono una dinastia curdo-musulmana fondata dal condottiero Saladino, dopo la morte nel 1174 dello zengide Nur ed-Din (che era stato signore di Ṣalāḥ al-Dīn). La dinastia finì con la morte dell'ultimo sultano al-Ṣāliḥ Ayyūb e l'assassinio di suo figlio al-Muʿaẓẓam Tūrānshāh nel 1249-50 da parte dei Mamelucchi del corpo dei Bahriyya, che entreranno in possesso della parte occidentale del regno ayyubide, dando inizio al Sultanato mamelucco del Cairo.
Il nome deriva dal genitore di Saladino, Ayyūb (Giobbe), che col fratello Shīrkūh entrò al servizio degli Zengidi, impegnati allora nel contrasto delle forze crociate nell'area siro-palestinese. Il regno costituì una federazione semifeudale unita da legami di consanguineità tra i suoi principi, che dovevano fedeltà al sultano d'Egitto.

## Storia
La politica ayyubide dopo la morte di Saladino (1193) si espresse attraverso i suoi familiari, variamente destinati al governo delle regioni egiziane e siriane conquistate da Ṣalāḥ al-Dīn ibn Ayyūb.
Il diretto erede di Saladino fu dal 1200 suo fratello al-Malik al-ʿĀdil Sayf al-Dīn (nelle cronache crociate ricordato come Safedino) e, dopo di lui, a partire dal 1217 il figlio di questi al-Malik al-Kāmil, stimato da Federico II di Svevia e contattato da Francesco d'Assisi nel suo inutile tentativo di evitare ulteriori lutti portati dalle Crociate. Durante il regno ventennale di al-Malik al-Kāmil il regime ayyubide si rafforzò nell'area grazie a una serie di conflitti a spese dei regni confinanti, soprattutto contro i Selgiuchidi, la guerra contro i quali portò all'acquisizione di nuovi territori a nord dell'Iraq, benché nello stesso tempo lo Yemen passasse definitivamente sotto il controllo dei Rasulidi. Nei confronti dei cristiani al-Kāmil perseguì invece una politica di appianamento delle ostilità, tanto da proporre più volte la cessione di Gerusalemme in cambio della tregua, accordo che alla fine fu raggiunto con Federico II.
Dopo la morte nel 1237 del sultano al-Malik al-Kāmil, subentrò nel 1240 al-Ṣāliḥ Ayyūb, penultimo sultano ayyubide d'Egitto, esiliato precedentemente dal padre, insospettito dal suo affannoso acquisto di schiavi (mamlūk) turchi da destinare al servizio militare, a causa della crescente inefficienza dell'esercito curdo-turco-arabo formatosi per iniziativa dei primi ayyubidi. A Oriente, intanto, era sempre più pressante e destabilizzante per la dinastia la presenza mongola, che aveva fatto ricorso all'impiego dei corasmi, contro i quali al-Kāmil fu portato a incrementare il reclutamento di schiavi (mamālik, Mamelucchi) turchi.
Nel vuoto di potere seguito alla morte di al-Ṣāliḥ Ayyūb il prestigio dei Mamelucchi crebbe. Questi ressero di fatto il potere durante la minore età dei suoi successori, riscuotendo consensi grazie alla vittoria sugli eserciti cristiani di Luigi IX di Francia a Maṇsūra, nel 1250, e al successo sui mongoli nel 1260 ad ῾Ayn Ǧālūt. Alla morte di al-Ṣāliḥ Ayyūb saranno proprio i Mamelucchi del vecchio sultano ad assassinare il figlio al-Muʿaẓẓam Tūrānshāh, incapace di fermarne i piani e di placare la loro gelosa volontà di conservare i privilegi di cui avevano fino ad allora goduto.
La vedova di al-Ṣāliḥ Ayyūb garantì il legame dei Mamelucchi con la dinastia di cui erano stati servitori, tanto che la donna, Shajar(at) al-Durr, fu sposata dal Mamelucco Muʿizz ʿIzz al-Dīn Aybak - che funse anche da atabeg del piccolissimo figlio di al-Ṣāliḥ Ayyūb e di Shajar al-Durr (destinato a prematura morte) - legittimando in tal modo il trapasso dei poteri nel nuovo regime sultanale della dinastia mamelucca di Egitto e di Siria.
Con la fine della dinastia rami secondari ayyubidi resistettero in Mesopotamia e in Siria e Yemen, il più duraturo dei quali fu quello siriano di Hama, che terminò nel 1334.

## Sultani ayyubidi d'Egitto
- Saladino 1171-1193
- al-ʿAzīz 1193-1198 (figlio di Saladino)
- al-Manṣūr 1198-1200 (figlio di al-ʿAzīz)
- al-ʿĀdil I (Safedino) 1200-1218 (fratello di Saladino)
- al-Kāmil 1218-1238 (figlio di al-ʿĀdil)
- al-ʿĀdil II 1238-1240 (figlio di al-Kāmil)
- al-Ṣāliḥ Ayyūb 1240-1249 (figlio di al-Kāmil)
- Tūrānshāh 1249-1250 (figlio di al-Ṣāliḥ Ayyūb)
- al-Ashraf II 1250-1254 (nominale, in realtà governò per suo conto il Mamelucco ʿIzz al-Dīn Aybak)

## Sultani ayyubidi di Damasco
- Saladino 1174-1193
- al-Afdal 1193-1196
- al-ʿĀdil I (Safedino) 1196-1218
- al-Muʿaẓẓam 1218-1227
- al-Nāṣir Dāwūd 1227-1229
- al-Ashraf Musa 1229-1237
- al-Ṣāliḥ Ismāʿīl 1237
- al-Kāmil 1237-1238
- al-ʿĀdil II 1238-1239
- al-Ṣāliḥ Ayyūb 1239
- al-Sāliḥ Ismāʿīl (II volta) 1239-1245
- al-Sāliḥ Ayyūb (II volta) 1245-1249
- Tūrānshāh 1249-1250
- al-Nāṣir Yūsuf 1250-1260

Termine della dinastia in Siria, a seguito della invasione mongola.

## Emiri ayyubidi di Aleppo
- al-ʿĀdil I (Safedino) 1183-1186
- al-Zāhir 1186-1216
- al-ʿAzīz 1216-1236
- al-Nāṣir Yūsuf 1236-1260

## Emiri ayyubidi di Hamah
- al-Muzaffar I 1178-1191
- al-Manṣūr I 1191-1221
- al-Nāṣir 1221-1229
- al-Muzaffar II 1229-1244
- al-Manṣūr II 1244-1284
- al-Muzaffar III 1284-1299
- al-Muʿayyad 1310-1332
- al-Afdal Muhammad 1332-1334

## Emiri ayyubidi di Homs
- al-Qāhir 1178-1186
- al-Mujāhid 1186-1240
- al-Manṣūr 1240-1246
- al-Ashraf 1248-1263

## Emiri ayyubidi dello Yemen
- al-Muʿaẓẓam Tūrānshāh 1173-1181
- al-ʿAzīz Tughtegīn 1181-1197
- Muʿizz al-Dīn Ismāʿīl 1197-1202
- al-Nāsir Ayyūb 1202-1214
- al-Muzaffar Sulaymān 1214-1215
- al-Masʿūd Yūsuf 1215-1229